# Beata Skura
Beata Skura (ur. 15 czerwca 1973 roku) – polska piłkarka ręczna, wychowanka i zawodniczka Piotrcovii Piotrków Trybunalski grająca na bramce.